# 多胎児

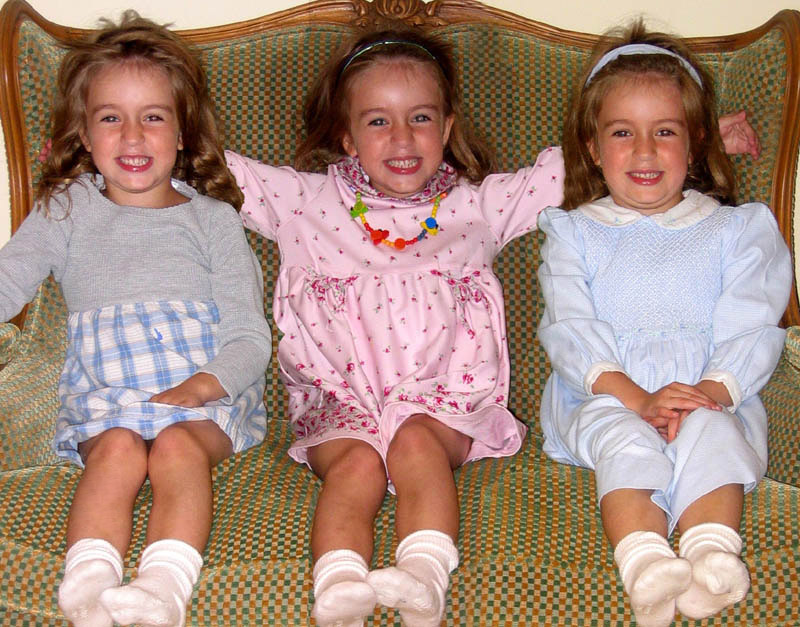
一卵性三つ子

多胎児（たたいじ）とは、同じ母親の胎内で同時期に発育して生まれた複数の子供である。多生児ともいう。つまり、双子（ふたご）・三つ子などの総称だが、三つ子以上を意識した呼び方である（多胎児と表現する時は、双子を除いている場合もある）。三つ子以上を限定して指す場合、スーパーツインズ（英語: supertwins）と言う。なお、類人猿（ヒト上科）の多胎妊娠および多胎出産は非常に珍しいが、多胎は多くの哺乳類（犬や猫など）で一般的に観察される出生形態の一つである。
出産の時には数分から一時間程度の時間差で産まれる事が多いが、記録では数十時間から数十日の間隔が開いて生まれる場合もあるので、誕生日・誕生年が異なる兄弟姉妹もいる。また日本では後から生まれた方を兄または姉として扱う慣習があったが1874年12月13日の太政官指令により生まれた順に兄弟が定まるようになっている。

## 多胎と表現

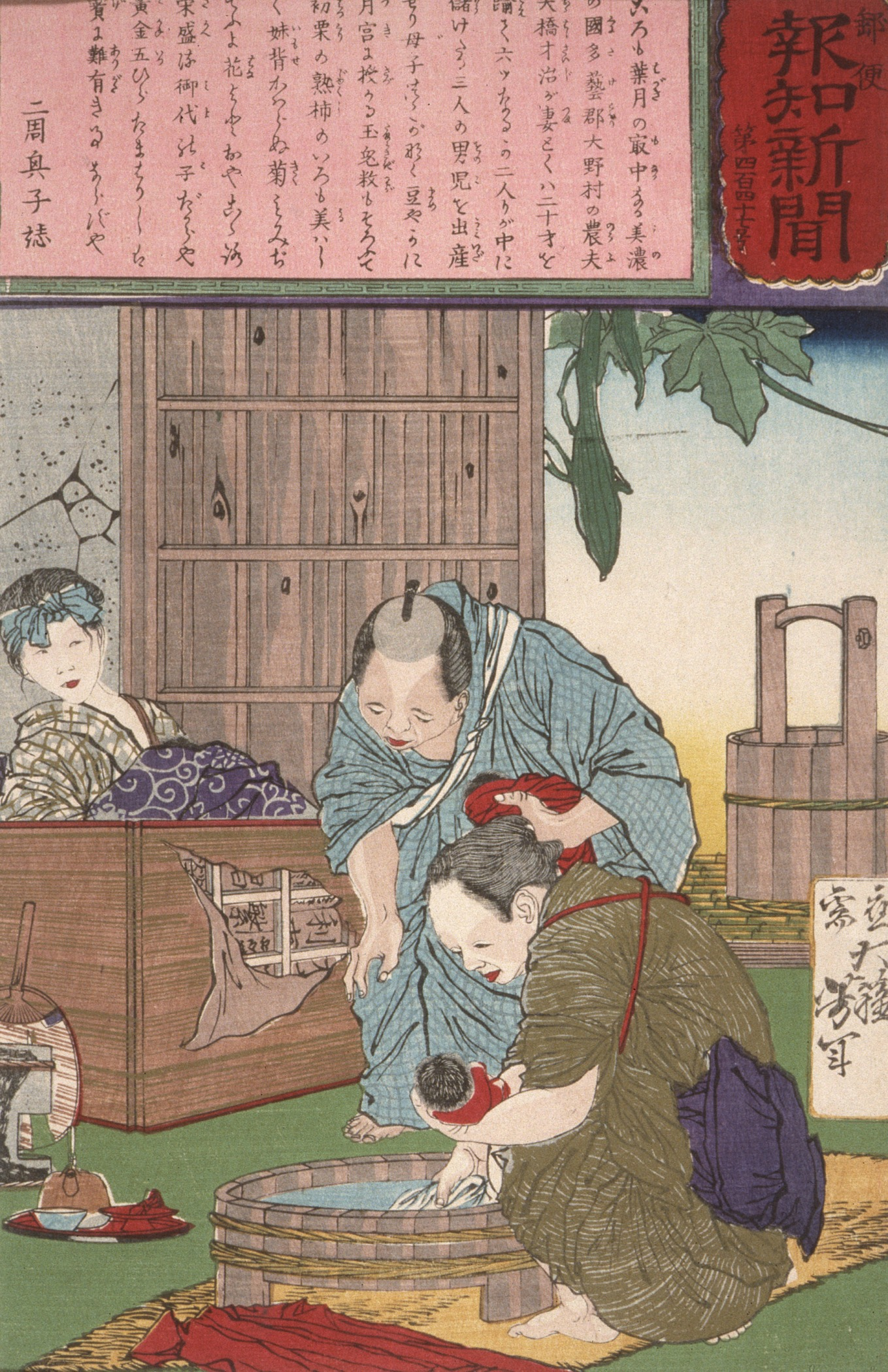
三つ子の出生を報じる郵便報知新聞。1875年

胎児数によって多胎の呼称は異なり、以下のように表される。
- 胎児2人 - 双胎（そうたい、英: twins）
- 胎児3人 - 品胎（ひんたい、英: triplets）
- 胎児4人 - 要胎（ようたい、英: quadruplets）
- 胎児5人 - 周胎または格胎（しゅうたい、かくたい、英: quintuplets）
- 胎児6人 - 六胎（英: sextuplets）
- 胎児7人 - 七胎（英: septuplets）
- 胎児8人 - 八胎（英: octuplets）
- 胎児9人 - 九胎（英: nonuplets）
- 胎児10人 - 十胎（英: decuplets）
- 胎児11人 - 十一胎（英: undecuplets）
- 胎児12人 - 十二胎（英: duodecuplets）
- 胎児13人 - 十三胎（英: tridecuplets）
- 胎児14人 - 十四胎（英: quadecuplets）
- 胎児15人 - 十五胎（英: quindecuplets）

「品」「要」「周」のような表現は、漢字中に含まれる「口」または、筆画により四角形に仕切られた空間の数を、子の数に見立てたものである。

## 多胎と卵性

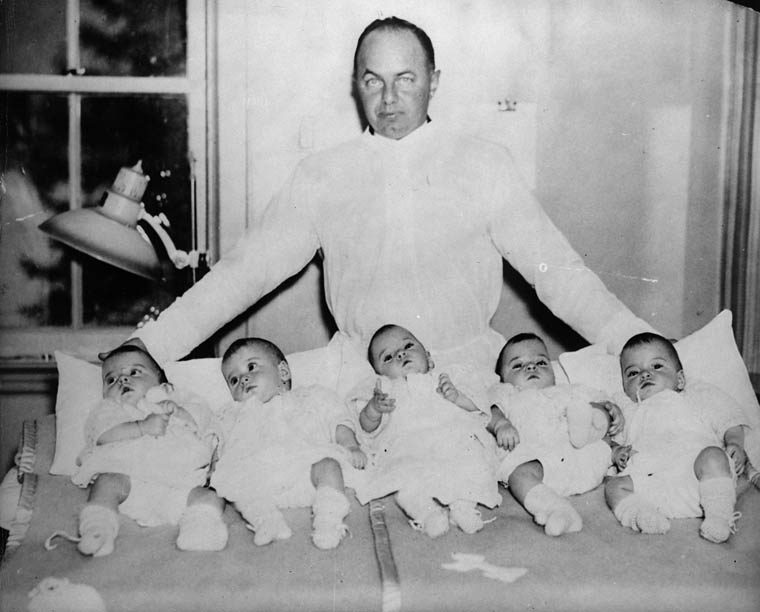
ディオンヌ家の五つ子姉妹とその誕生を祝うオンタリオ州首相ミッチェル・ヘプバーン（カナダ、1934年）

多胎の種別は、一卵性と多排卵性の組合せで決まる。稀ではあるが多胚形成（受精卵の分裂）が複数回繰り返される場合があり、一卵性多胎児が誕生する場合がある。なお卵割は単独の胚が2の階乗倍に細胞分裂していくことであるが、多胚形成は胚そのものが分裂することである。ただし一度に一つの胚（受精卵）が分裂する数は2つであり、三つ子以上の一卵性は複数回の分裂が発生していると考えられる（一度に3つ以上に分裂しない）。したがって一卵性周胎（五つ子）の場合、受精卵のうち一つは最低でも3回、最高で4回の分裂をしていると考えられる（参考画像）。

### 品胎（三つ子）と卵性
一卵性三つ子、二卵性三つ子、三卵性三つ子が存在する。二卵性三つ子は、二卵のうち一方が一卵性双生児という組合せになっている。
一卵性三つ子
元は同じ1つの受精卵から誕生した三つ子。2度の分裂過程を経て、受精卵が3つになる。1つの受精卵がまず二卵に分裂し、さらに二卵のうちの一方が分裂することで一卵性品胎となる。
二卵性三つ子
三つ子のうち2人は同じ受精卵が分裂した一卵性双生児だが、残る1人は別の受精卵から誕生した三つ子。この場合、まず2つの卵子が排卵され、それぞれが受精し二つの受精卵が誕生する。その後、一方の受精卵が分裂して一卵性双胎が生まれ結果として二卵性品胎となる。
三卵性三つ子
多排卵による3つの卵子それぞれが受精し、3つの受精卵が生じたことから誕生した三つ子。

### 一卵性と要胎（四つ子）
品胎と同じように四つ子の卵性も、一卵性から四卵性のケースに分かれる。四つ子の4人の中に、一卵性が含まれている組合せは4.35%であった。そのうちで四つ子全員が一卵性、つまり一卵性四つ子となるケースは次のような状況である。
- 一つの受精卵が分裂（双胎の状態）

　　→ 二つの受精卵のうち、一方が2度目の分裂（品胎の状態）

　　　　→ 三つの受精卵のうち、1つが3度目の分裂 - 一卵性要胎
- 二つの受精卵がそれぞれ2度目の分裂 - 一卵性要胎

なお、一卵性を含む要胎の中には二卵性・三卵性の要胎も含み、一卵性品胎を含む二卵四つ子が確認されているケースも、記録にあるだけで50件程度が存在している。

## 多胎児の出生頻度
厚生労働省 人口動態・保健統計課による2007年の人口動態調査によれば、複産（多胎出産）による出生人数は24081人であった。この年の出産総数は1089818人（うち単生児が1065737人）であるため、この年の全出生人数に占める複産による出生児の割合（24081人/1089818人）は約2.2%となる。複産の多くは双胎であるため、双生児出生率（出産母体総数に占める双胎出産者の割合）はおおよそ1%となる。

### ヘリンの法則
多胎児の出生率に関する法則として、ヘリンの法則（Hellin's Law）と呼ばれる計算式がある。胎児数をnとすれば、多胎妊娠の発生率は近似的に、{\displaystyle {\tfrac {1}{89^{n-1}}}}（89の n－1 乗分の1）で表されるとしている。この法則は、19世紀の欧州諸国（コーカソイド系住人が多い）での統計データから得られた自然妊娠による多胎妊娠発生率に関する経験則であり、1895年にヘリンによりまとめられた（ただし、法則そのものの第一報告者はヘリンではない）。この法則は論理的には成立し得ないことが1993年に指摘されているが、生殖補助医療によらない多胎妊娠率としてはおおよそ正しい。しかし近年では生殖補助医療等の影響により多胎妊娠の頻度は上昇傾向にあり、全体の多胎妊娠率はこの法則から大きく逸脱するようになってきている。

### 多胎児の出生数
多胎の数が多くなるほどその発生確率は低下していく。2004年と2015年のアメリカ合衆国における多胎児出生総数（人数）、および各種多胎の人数は以下のとおり。
| 多胎児出生人数 | 双子    | 三つ子 | 四つ子 | 五つ子以上 |
| -------------- | ------- | ------ | ------ | ---------- |
| 2004           | 132,219 | 6,750  | 439    | 86         |
| 2015           | 133,155 | 3,871  | 228    | 24         |

### 多胎妊娠の発生頻度の増加と減少
1980年代前半頃から多胎妊娠の発生率は上昇してきている。1997年4月7日にラジオたんぱ第1放送にて生放送された「日産婦医会アワー」（講師・石井明治日母広報委員会副委員長=当時）では日本では「1984年から10年間で多胎の発生頻度が双胎で1.2倍、3胎で2.7倍、4胎で6.7倍、5胎で4.2倍」になり、「3胎以上の多胎が1995年には分娩件数10万対30.5で、1974年の6.2に比較して約5倍に増加している」と報告された。
また、アメリカ合衆国における多胎妊娠の頻度は1971年から1997年の間に品胎で5倍、要胎で12倍、周胎で6倍に増大した。しかし1998年以降は、顕著に品胎以上の高次多胎数は減少傾向に転じている。2019年のアメリカ合衆国におけるスーパーツインズ（三つ子以上）の出生率は、出生10万人あたり87.7人であり、1998年のピーク時（10万人あたり193.5人）から55％減少している。
2011年までの双子の出産の36%および三つ子以上の出産の77%が排卵誘発剤の利用などの不妊治療が原因になっていると推測されている。

### 一卵性多胎児の出生頻度
日本における1980年の学術調査によれば三つ子の各卵性別の出生頻度は100万組あたり以下の組数であったと報告されている。
- 一卵性（monozygotic） - 30組
- 二卵性（dizygotic） - 18組
- 三卵性（trizygotic） - 7組

ただし、北海道と九州・沖縄の一部地域は他の日本国内地域の標準的な多胎児出生率と比べ極端な相違があるため、この数字には含まれていない。
三つ子以上の多胎児が一卵性で生まれてくる確率は極めて低い上に、その出生確率も不確かである。一卵性多胎児が誕生するとその受胎・出生確率に関する担当医師のコメントが報道時に引用されるが、その報道される数字はしばしば下記のように大きな隔たりがある。一卵性三つ子の場合、引用される確率の隔たりは6万分の1から2億分の1にわたる。なお一般に（卵性不問で）三つ子の受胎率はコーカソイドで8100分の1、ニグロイドでは9800分の1とされる。日本多胎支援協会は三つ子と四つ子の出生確率の計算例（一卵性品胎で約3万分の1、一卵性要胎で約300万分の1）を示しつつ、そもそも受精卵が多胚形成する確率等が不明瞭であるため、多胎児の出生確率を算出すること自体が無意味であると指摘している。
一卵性三つ子
- 誕生地オーストリア、イギリス国籍、コーカソイド。2億分の1の発生確率と報道された。
- 誕生地インド。300万分の1の発生確率と報道された。
- 誕生地ドイツ、ドイツ国籍、コーカソイド。100万分の1以下の発生確率と報道された。

また、報道される四つ子の出生確率では、二組の一卵性双生児による二卵性四つ子の確率は7000万分の1と報道されているのに対し、より低確率となる一卵性四つ子の発生確率は1300万分の1と報道されている。
一卵性四つ子
- カナダ国籍、コーカソイド、誕生地アメリカ合衆国。1300万分の1の発生確率と報道された。

二卵性四つ子
- 誕生地アメリカ合衆国テキサス州ヒューストン。一卵性双生児二組による四つ子で、7000万分の1の発生確率と報道された。

なお、ヘリンの法則によれば四つ子の出生確率は全卵性の合計で約70万分の1となるが、アメリカでは2010年における出生総数3,999,386人に対し、多胎児出生数は卵性不問で三つ子5153組、四つ子313組（およそ0.0078%、1万3000分の1の確率）、五つ子以上は37組であった。2010年頃のアメリカの多胎児出生率は、明らかにヘリンの法則から逸脱していたことが示されている。

## 多胎妊娠と多胎児の発達における問題
多胎妊娠の場合、母体への負担が非常に大きい。妊娠高血圧症候群をはじめとした妊娠リスクも単胎妊娠と比較して大きく、場合によっては母体に生命の危険が生ずる場合もある。特に品胎以上の多胎妊娠の場合は早産になったり帝王切開を選択することが多く、NICU（新生児特定集中治療室）を備えた病院で診察を受ける事が強く推奨されている。
また多胎妊娠の場合、胎児の生育環境が母体子宮の物理的大きさに制約され、胎児の栄養状態・発育遅延の問題が生じる可能性が高い。2019年の単生児の出生時平均体重が3.02kgであるのに対し、多胎児の出生時平均体重は2.22kgである。母体と複数の胎児の生存可能性の問題により、一部の胎児を人工的に堕胎させる選択をせざるを得ない場合もある。これに伴う倫理上の問題やその他の詳細については減数手術を参照のこと。

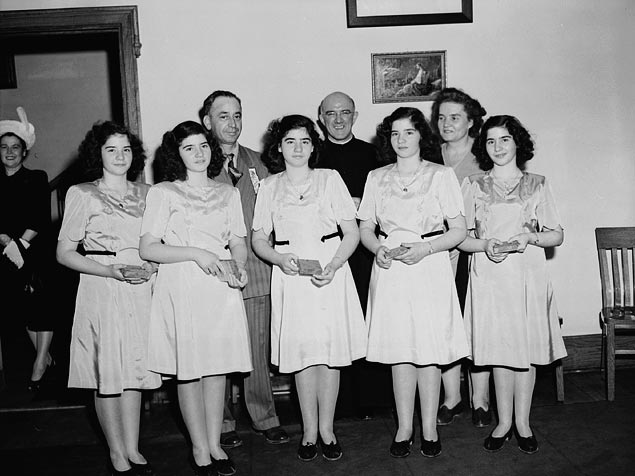
ディオンヌ家の成長した五つ子（カナダ、1947年）

ただし多胎児の出生にリスクを伴う蓋然性は高いものの、無論のことながら順調に全員が生育する例も多い。

### 多胎妊娠の期間
1990年から1992年における日本の多胎妊娠調査では、胎児数と妊娠期間は下記の表に見られるように、顕著な差が報告されている。
| 胎児数と妊娠期間 | 2胎    | 3胎    | 4胎    | 5胎    |
| ---------------- | ------ | ------ | ------ | ------ |
| 平均在胎週数     | 35.1週 | 32.7週 | 29.3週 | 25.0週 |

### 多胎児の発育における問題
多胎育児は単胎児に比べ在胎週数が少なく、未熟性に代表される様々なリスクを負いやすい。発育面においても、言語能力は統計的有意に遅れがみられる。また、多胎育児は母子保健上のリスクが高いとされる。

## 多胎妊娠の記録と実例
最大多胎数の記録
十五胎 - 1971年7月22日、イタリア。妊娠4ヶ月時の子宮摘出手術で判明、出産に至らず。10人の女の子と5人の男の子と識別された。排卵誘発剤を使用していた。

出産に至った最大多胎数の記録
十胎 - 記録に残る最大出産人数。
最大多胎数の記録
九胎 - 2021年5月1日にモロッコでマリ人の母親から9人（女児5名、男児4名）全員が生きて誕生した。他の9胎例としては、1971年6月13日にオーストラリアで7人が生きて誕生した事例（死産2名、一週間以内に全員が夭逝）、また1999年3月26日にマレーシアでの事例がある（6時間以内に全員が夭逝）
一卵性の最大多胎妊娠の記録
周胎（五胎） - 数例の一卵性五つ子が確認されている。
多胎児の最大組数
18世紀のロシアの農民ヒョードル・ワシリエフの妻が1725年から1765年にかけて27回の出産で双子16組、三つ子7組、四つ子4組の計69人を産んだ記録がある（うち2人が早逝）。1人の女性が産んだ最多の記録と同時に四つ子及び双子の最多出産回数の記録保持者としてギネスブックに掲載されている。

### 著名な多胎家族
- キーズ家の四つ子姉妹 - 1915年6月4日、アメリカ合衆国のオクラホマ州にて出生。 医療記録に残っている世界初の同性の四つ子姉妹であり、4人全員が幼児期以降まで存命した[43]。姉妹のうち最後まで存命していたロベルタは2011年8月19日に96歳で亡くなった[43]。
- ディオンヌ家の五つ子姉妹 - 幼年時代以降まで存命したことが知られる世界初の五つ子である。全員が同性の五つ子姉妹であった。彼女らは1934年5月28日、カナダのオンタリオ州にて出生。当時父は30歳、母は25歳ですでに6人の子を産み（うち1人は死亡）、これは7回目の出産であった。7ヶ月で生まれたため体重が非常に軽く、最も重くても普通の産児の3分の1しかなかった。
- ローゼンコウィッツ家の六つ子（英語版） - 1974年1月11日、南アフリカ共和国のケープタウンにて出生。母親は排卵誘発剤を利用していた[44]。幼年時代以降まで存命したことが知られる世界初の六つ子となった[45]。
- 山下家の五つ子 - 日本にて1976年1月31日、鹿児島市立病院で誕生。2男3女。父はNHK政治部記者だった山下頼充。京都・清水寺の大西良慶貫主が名付け親となった。1982年4月7日、NHK特集「一年生になりました―五つ子6年間の記録」が放送された。[46]長女が東京大学に進学したことでも話題となった。
- ジャンニーニ家の六つ子（英語版） - 1980年1月11日、イタリアのフィレンツェにて出生。幼年時代以降まで存命したことが知られる二組目の六つ子であるが、奇遇にも前例のローゼンコウィッツ家の六つ子と同日に出生した[47]。
- ウォルトン家の六つ子姉妹（英語版） - 1983年11月18日、イギリスのリバプールにて出生。幼年時代以降まで存命したことが知られる世界初の全員が同性の六つ子姉妹である[48]。母親は不妊治療を受けていた[49]。
- マッコイ家の七つ子（英語版） - 1997年11月、アメリカ合衆国のアイオワ州にて出生。 幼児期以降まで存命した世界初の七つ子である。4男3女の七つ子。この七つ子には1996年生まれの姉がおり母親はいわゆる不妊状態ではなかったが、排卵誘発剤を利用した医療処置（Fertility medication）を受けていた。7胎の妊娠が確認された際、両親は減数手術を拒否。可能な限りの自然な形での出産を望み、結果として在胎31週の早産となった。早産による未熟性により、7人のうち2人に脳性麻痺が生じている。七つ子の誕生は全米で話題になり、当時のクリントン大統領も電話で祝辞を贈っている。マッコイ家は様々な公的機関や民間企業から継続的な育児支援を約束され、511m2に及ぶ家の他、資金的・物的援助を受けている。
- チュークー家の八つ子（英語版） - 1998年12月、アメリカ合衆国のテキサス州ヒューストンにて出生。八つ子全員が生きて誕生し、そのうち7人が順調に成長中。12月8日に八つ子のうち最初の子供（女）が生まれる。12月20日に残り7人（女5人男2人）が生まれる。12月20日に生まれた女の子のうち、一人が12月27日に早逝[50]。両親の母国はナイジェリア[51]。母親は排卵誘発剤を利用した医療処置（Fertility medication）を受けていた。
- スールマン家の八つ子 - 2009年1月26日、アメリカ合衆国のカリフォルニア州ロサンゼルス郊外ベルフラワーの病院でナディア・スールマン（33歳）が体外受精で八つ子（6男2女）を出産した。離婚経験があるシングルマザーで前夫との間に子供はなく、友人男性から精子の提供を受けた。ナディアはすでに同じ友人から精子の提供を受け体外受精で出産した2 - 7歳の子供6人がおり、計14人の母親になった。出産から1週間後には八つ子の世界最長生存記録を更新した[52]。
- シセー家の九つ子 - 2021年5月1日、モロッコ王国カサブランカ市のアイン・ボルハ(Ain Borja)病院でハリマ・シセー（Halima Cisse）（25歳）が自然妊娠により九つ子（4男5女）を出産した。父母の国籍はマリ共和国。妊娠時は当初七つ子と考えられていたが、マリ政府は医療施設が整ったモロッコへの移送を3月30日に決定した。コロナ禍の国際渡航制限下であったため、母親のみがモロッコに移動し、父親はモロッコに移動が出来なかった。母親のハリマはモロッコで5週間の入院の後、5月1日に30週で帝王切開により9人を出産した（出産時に初めて九つ子と判明した）。出生体重は500～1100グラム[53][54][55]。九つ子の出生後、全員が1週間以上生存している初のケースでもある。

## その他

### 多胎児の兄弟姉妹と出生順
現在においては多胎の出生順により、「（○子中第○子）」という形式で第一子（兄・姉）、第二子以下続（弟・妹）となる。
かつて日本には「後から生まれた方を兄（姉）とする」という因習があった。これは「兄（姉）ならば先に母の中に入ったので、後から出てくるはず」、「弟（妹）が兄（姉）を守るため、先に露払いとして出てくる」などの考え方による当時の「産婆ノ妄説」だったが、1874年12月13日の太政官指令により「前産ノ児ヲ以テ兄姉ト定候（先に産まれた方を兄・姉とする）」と多胎児の兄弟姉妹の順が定められた。それ以後、少なくとも法令上は出生順により兄弟姉妹が決められている。
現在は戸籍法第四十九条第三項の定めにより、子が出生すると出生証明書を添えた上で出生の届出（出生届）をしなければならない。この届書に「出生の年月日時分」を記載する必要があり、届書に添えられる出生証明書にも「出生の年月日時分」、「単胎か多胎かの別及び多胎の場合には、その出産順位」などが立ち会った医師（またはそれに準ずる者）により記載されていなければならない（出生証明書の様式等を定める省令（最終改正：令和元年五月七日法務省・厚生労働省令第一号））。この出生届出と出生証明書の記載に従い、兄弟姉妹の順が定められている。

### 重複子宮と多胎児
母体が重複子宮（双角子宮）である場合、ほぼ同時期にそれぞれの子宮で受胎する可能性があり、多胎妊娠が生じる場合がある。また、複数排卵や受精胚の多胚形成による多胎妊娠が個々の子宮、あるいは一つの子宮で生じる可能性がある。重複子宮による双子や三つ子の出生は古くから報告があり、1875年には三つ子の出生記録がある。また重複子宮の場合、受胎時期が同時期とは限らないため、出産時期にズレが生じることもある。バングラディッシュで2019年に、1人目を出産した26日後にもう一方の子宮で育った双子が産まれてきた例(結果として三つ子)がある。

### 一卵性多胎児と指紋
多胎数の上昇に伴って出生児の指紋形状の一致率は低下し、2001年のある調査では一卵性双生児の指紋形状一致率が88％であるのに対し、一卵性の五つ子の一致率は71％であった。これは胎児数の増加による子宮内環境の多様性が大きくなり、環境要因の影響が拡大したことが影響していると考えられている。

### 多胎児サークル
三つ子以上の親が情報交換する場として各地に「多胎児サークル」が存在する。地方公共団体が子育て支援事業の一環として主催、あるいは補助している公的・準公的な性格のものが多いが、NPO・NGOによるもの、完全に私的なサークルとして活動しているものなど多様な形態がある。